# Boris Butakow
Boris Pietrowicz Butakow (ros. Борис Петрович Бутаков; ur. 21 kwietnia 1924, zm. 6 sierpnia 2008) – radziecki animator oraz reżyser filmów animowanych. 
Uczestnik II wojny światowej. Inwalida wojenny. Dostał ranę postrzałową w głowę. Do końca swoich dni żył z kulą w głowie. Zmarł 6 sierpnia 2008 roku. Pochowany na Cmentarzu Piatnickim w Moskwie. Odznaczony medalem „Za zasługi bojowe”.

## Wybrana filmografia

### Reżyseria
- 1975: Konik Garbusek
- 1980: Gaduła

### Animator
- 1949: Obcy głos
- 1949: Gęsi Baby-Jagi
- 1951: Bajka o królewnie i siedmiu rycerzach
- 1951: Noc wigilijna
- 1952: Wyrwidąb
- 1952: Kasztanka
- 1952: Śnieżynka
- 1953: O dzielnej Oleńce i jej braciszku
- 1953: Lot na Księżyc
- 1953: Mężny Pak
- 1954: Brudasy, strzeżcie się!
- 1954: Skarb jeżyka
- 1954: Opowieść o polnych kurkach
- 1954: Wszystkie drogi prowadzą do bajki
- 1954: Słomiany byczek
- 1955: Co to za ptak?
- 1955: Cudowna podróż
- 1956: Dwanaście miesięcy
- 1957: Kiedy spełniają się życzenia
- 1957: Wilk i siedem kózek
- 1960: To ja narysowałem ludzika
- 1962: Kwitnący sad
- 1965: Rikki-Tikki-Tavi
- 1969: Kapryśna królewna
- 1969: Śnieżynka
- 1970: Błękitny ptak